# Petersburg (Alasca)
Petersburg é uma cidade localizada no estado americano de Alasca, na Região Censitária de Petersburg. A cidade foi fundada em 1890, e incorporada em 1910.

## Demografia
Segundo o censo americano de 2000, a sua população era de 3224 habitantes.
Em 2006, foi estimada uma população de 2931, um decréscimo de 293 (-9.1%).

## Geografia
De acordo com o United States Census Bureau, a localidade tem uma área de 119,2 km², dos quais 113,6 km² cobertos por terra e 5,6 km² cobertos por água.

## Localidades na vizinhança
O diagrama seguinte representa as localidades num raio de 72 km ao redor de Petersburg.